# 博尔本德尔

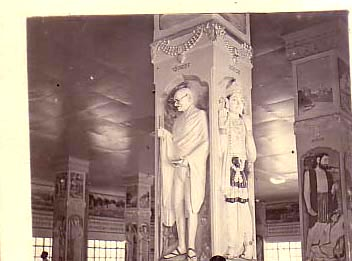
博尔本德尔寺庙中的圣雄甘地像

博尔本德尔（羅馬化：Porbandar）是印度古吉拉特邦的海滨城市，印度国父圣雄甘地的故乡。

## 历史
该地区发现了公元前16-14世纪的哈拉帕文明晚期定居点的遗迹。
博尔本德尔的最后一位国王是Natwarsinhji Bhavsinhji Maharaj。
圣雄甘地的纪念馆，由大公Sayaji Rao III于1936年建造。

## 人口
该地2011年总人口217,500人，其中男性68261人，女性64822人；0—6岁人口14911人，其中男7889人，女7022人。